# دلالية (وحدة)
الدلالية وحدة معنوية مركبة من سمات دلالية.